# Traktat o relikwiach

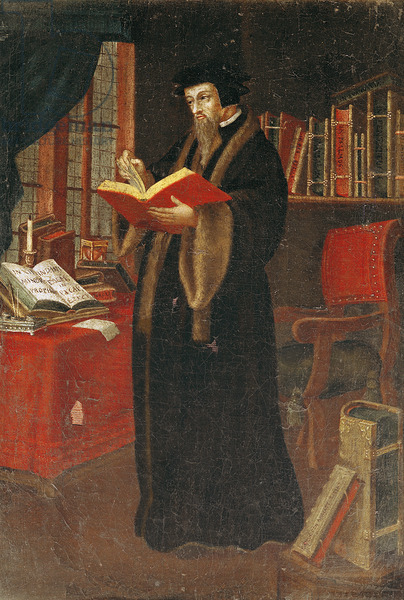
Portret Jana Kalwina, szkoła francuska, XVII wiek

Traktat o relikwiach (fr.: Traité des reliques) – to dzieło teologiczne Jana Kalwina z 1543 roku, które potępia kult relikwii jako bałwochwalstwo.
Wśród chrześcijan tamtej epoki były popularne katolickie praktyki kultowe, które bardzo niepokoiły Kalwina. W celu "oczyszczenia Kościoła od wszelkich wymysłów ludzkich" napisał traktat ostro atakujący kult relikwii jako absurdalny i "przeciwny rozumowi".
W pierwszej części traktatu Kalwin opisywał szczegółowo różne relikwie, otaczane czcią w Europie, np. krople mleka Matki Boskiej, których „jest tyle, że nawet gdyby Najświętsza Panna była krową i nawet gdyby była mamką przez całe swoje życie, z wielkim trudem mogłaby ich dostarczyć w takiej ilości”. Kalwin policzył także ilość rzekomych gwoździ z krzyża, na którym umarł Chrystus (było ich wówczas aż 14, czyli o 11 za dużo), a także doliczył się aż trzech napletków Jezusa, czczonych w Rzymie, Charroux i Hildesheim.
W drugiej części traktatu Kalwin ukazuje niebezpieczeństwo kultu relikwii, które "są kłamstwem" i prowadzą do "potworności" takich jak modlenie się do kości psa, zwłok ladacznicy lub bandyty oraz do gorszącego handlu zwłokami zmarłych, ćwiartowania tych zwłok itp. "Zamiast szukać Jezusa Chrystusa w Jego słowach, sakramentach i łaskach duchowych, świat, jak to ma w zwyczaju, zabawiał się Jego szatami, koszulami i prześcieradłami".
Traktat z powodu ironicznego, błyskotliwego i szyderczego stylu, w jakim był napisany, okazał się jednym z największych bestsellerów tamtej epoki: w XVI w. pojawiło się 10 wydań w różnych językach: francuskim, angielskim, łacińskim, niemieckim i flamandzkim.